# Clube dos Pioneiros
O Clube dos Pioneiros foi uma agremiação esportiva e clube social localizada no bairro Vital Brazil, em Niterói, no estado do Rio de Janeiro, Brasil. Fundado em 27 de julho de 1957, o clube é reconhecido por sua contribuição ao futebol amador e por ser um dos fundadores da Liga Niteroiense de Desportos (LND).

## História
O Clube dos Pioneiros foi fundado em 27 de julho de 1957, estabelecendo-se como uma agremiação esportiva no bairro Vital Brazil, em Niterói. O clube, conhecido pelas cores áureo-anil, teve sua sede localizada na Rua Doutor Souza Dias, 140.
Durante as décadas de 1960 e 1970, o clube foi palco de diversos eventos esportivos e culturais, incluindo shows de bandas renomadas como Os Mutantes e apresentações da Orquestra Tabajara.
Em 1971, o Clube dos Pioneiros participou do Campeonato Niteroiense de Futebol Infantil, promovido pelo jornal O Fluminense, pela Federação Fluminense de Desportos (FFD) e pelo Departamento de Educação Física (DEF), conquistando o vice-campeonato. O título ficou com o Manufatora Atlético Clube.

### Liga Niteroiense de Desportos
O Clube dos Pioneiros foi um dos clubes fundadores da Liga Niteroiense de Desportos (LND), estabelecida em 31 de maio de 1977. A LND foi criada com o objetivo de organizar e promover o futebol amador na cidade de Niterói e contou com a participação de diversos clubes locais.

### Declínio e Fechamento
Em agosto de 2014, o Clube dos Pioneiros enfrentou uma grave crise financeira que resultou em seu fechamento. Na época, o clube contava com apenas 84 sócios, dos quais apenas 20 mantinham as mensalidades em dia. As dívidas acumuladas incluíam encargos trabalhistas, IPTU, multas da Vigilância Sanitária, multas por realização de eventos sem alvará e contas de luz e água atrasadas. O presidente do conselho, Frederico Augusto, afirmou que a venda do terreno do clube era a única solução viável para quitar as dívidas, estimadas em aproximadamente R$ 23 milhões. O valor arrecadado seria utilizado para pagar as dívidas e o restante dividido entre os sócios remanescentes.

### Legado e Atualidade
Apesar do encerramento das atividades do clube, parte do local onde funcionava o Clube dos Pioneiros continua ativo como um campo de futebol society, denominado Pioneiros Society. Localizado na Rua Doutor Souza Dias, no bairro Vital Brazil, em Niterói, o espaço foi revitalizado e atualmente oferece instalações modernas, incluindo gramado sintético, para a prática de futebol society. O Pioneiros Society é utilizado por equipes amadoras e para eventos esportivos, mantendo viva a memória do antigo clube.